# Arhythmorhynchus brevis
Arhythmorhynchus brevis es una especie de acantocéfalo del género Arhythmorhynchus, familia Polymorphidae. Fue descrita por Van Cleave en 1916. Se encuentra en América Central y América del Norte. Es bilateralmente simétrico y su cuerpo es vermiforme.